# Eusebius Halsema
Eusebius Julius Halsema (New Bremen, 12 maart 1882 - Baguio, 15 maart 1945) was een Amerikaans ingenieur en koloniaal bestuurder van Nederlandse afkomst in de Filipijnen. Halsema was burgemeester van de Filipijnse stad Baguio van 1920 tot 1937.

## Biografie
Eusebius Halsema werd geboren in 1882 in New Bremen, Ohio. Zijn ouders Johannes Halsema en Frontika Dutmers waren vanwege economische redenen vanuit Nederland geëmigreerd naar de Verenigde Staten, waar Johannes als horlogemaker ging werken in New Bremen. Eusebius studeerde civiele techniek aan de Ohio State University en behaalde daar in 1907 zijn ingenieurstitel. Omdat hij in de Verenigde Staten moeilijk werk kon vinden meldde hij zich aan om te gaan werken bij de Amerikaanse koloniale overheid in de Filipijnen. Hij arriveerde in oktober 1908 in de Filipijnen, waar hij ging werken bij het Bureau of Public Works. Bij zijn eerste opdracht kreeg hij de leiding over de constructie van de Osmeña Waterworks in Cebu City. Deze dam, die tegenwoordig de Buhisan Dam heet, werd gebouwd om de watervoorziening van Cebu City te verbeteren en werd op 12 februari 1912 geïnaugureerd. Tijdens een verlof in de Verenigde Staten aansluitend daarop trouwde hij en keerde met zijn vrouw terug naar de Filipijnen. De jaren erna werkte hij als ingenieur in Pampanga en vanaf 1916 in Manilla, waar hij de leiding kreeg over de reconstructie van de haven. Toen de Eerste Wereldoorlog uitbrak nam Halsema net als enkele collega's vrijwillig dienst in het U.S. Army Corps of Engineers. Gedurende deze periode diende hij in de Verenigde Staten. Na terugkeer in 1919 werkte hij aan een spoorweg naar de kolenmijnen van Malangas in Zamboanga.
In 1920 werd hij door de Amerikaanse gouverneur-generaal benoemd tot burgemeester van Baguio. Naast het burgemeesterschap was hij bovendien stadsingenieur van Baguio en districtsingenieur van Benguet. Deze posities bekleedde hij zeventien jaar lang. In Halsema's periode als burgemeester veranderde Baguio van een dorp met 5.000 inwoners in een welvarend stadje met 25.000 inwoners. De lokale wegen werden verhard en er werd een vliegveld aangelegd. Het meeste bekende publieke werk dat in die periode door Halsema werd aangelegd was echter de Mountain trail (nu bekend als Halsema Highway), die Baguio dwars door de bergen van de Cordillera Central verbond met Bontoc in Mountain Province. De weg werd in 1930 geopend. In 1937 kwam er een einde aan 29 jaar overheidsdienst, toen hij door de regering van het Gemenebest van de Filipijnen werd vervangen als burgemeester door de eerste Filipijnse burgemeester van Baguio. Halsema was nog enige tijd hoofd van een commercieel bouwbedrijf en in die functie verantwoordelijk voor de bouw van de huidige Amerikaanse ambassade in Manilla.
Bij het begin van de Tweede Wereldoorlog werden Halsema en zijn vrouw eind december 1941 in Baguio opgepakt en gevangengenomen door de Japanners. In 1943 werden ze vrijgelaten en woonden ze in Baguio. Daar kwam Halsema op 15 maart 1945 bij een bombardement van de stad om het leven. Hij werd begraven op de begraafplaats in Baguio.

## Bron
- (en)  James J. Halsema, E.J. Halsema : colonial engineer: a biography, New Day Publishers, Quezon City, 1991

- Library of Congress Control Number: n92112309
- Virtual International Authority File: 60747215
- WorldCat: E39PBJgmQtWyJ9PbyXXt6Q8KVC